# Aleurocanthus clitoriae
Aleurocanthus clitoriae es un hemíptero de la familia Aleyrodidae, con una subfamilia: Aleyrodinae. Fue descrita científicamente en 1991 por Jesudasan & David.